# 京叭

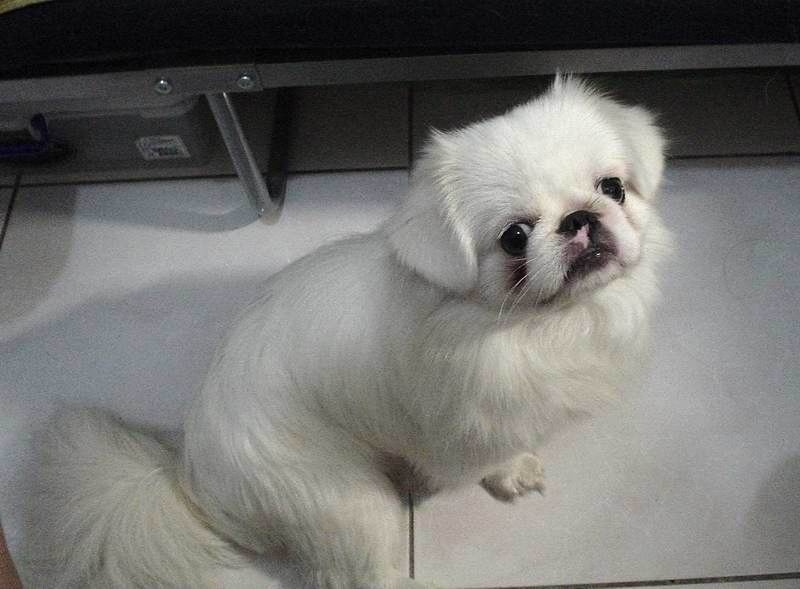
一条典型的京叭，耳部饰毛已完全消失

京叭，又称京巴，是指以北京犬血统为主，各方面与北京犬相似的一类小型混血宠物狗，不是一个独立的品种。因为京叭与北京犬相似，且较为廉价，在中国民间十分流行。最常见的颜色为纯白色。
京叭的繁殖，常常是民间的小规模无序繁殖。有一些来自北京犬的特性会有变化，例如毛的长度缩短，耳上饰毛消失，罗圈腿变成了直腿，顺拐步态变成了正常步态等，这些变化导致京叭的养护难度较北京犬有明显降低；但是一般会保留扁脸凸眼的基本面部特征、短腿卷尾的基本体型特征和北京犬的性格特征，所以也存在眼病、呼吸道疾病、腰椎间盘突出等问题。
绝大多数京叭是称职的看家犬。